# 아토차-세르카니아스역
마드리드-아토차 세르카니아스 역 (Madrid-Atocha Cercanías)는 스페인 마드리드의 주요 철도역인 마드리드 아토차 역을 이루는 구역 중 하나다. 전체 영업노선 중 일부 중장거리 열차 노선과 세르카니아스 마드리드 노선이 다닌다. 나머지 장거리 열차와 고속철도 열차는 푸에르타 데 아토차 역에서 취급한다.

## 역사
1985년 기존의 아토차 역을 전면 재건축할 당시 역의 기능을 둘로 나누게 되었다. 이로써 고속철도 노선과 이곳을 종점으로 하는 노선은 마드리드-푸에르타 데 아토차 역에서, 그밖에 라리사 터널을 통해 지나가는 단거리 노선들은 이곳 아토차 세르카니아스 역에서 맡게 되었다. 기존에 구역사 옆에 붙어서 라리사 터널의 종점 역할을 하던 반지하 정거장을 제대로 된 하나의 역으로 개선하게 된 것이다.
아토차 세르카니아스 역의 개업과 함께 세르카니아스 마드리드를 비롯한 마드리드 근교를 잇는 철도 노선망은 전면 개편되었다. 또 이에 맞추어 기존 선로를 개편하거나 신설하는 공사도 이뤄졌는데 일례로 '파시요 베르데 선'은 프린시페 리오 역과 아토차 세르카니아스 역을 잇는 노선으로 바꾸었고, 알루체 역에서 이곳까지 이어지는 철도 터널을 신설하였다. 이로써 아토차 세르카니아스 역은 C9호선을 제외하고 세르카니아스 전 노선이 운행되는 핵심역으로 발돋움했다.
미래에는 선로와 승강장을 두 개씩 늘리는 등의 확장 공사가 계획되어 있다.

## 지하철역
아토차 렌페 역 (Atocha Renfe)은 마드리드 지하철 1호선의 역이다. 레티로 구와 아르간수엘라 구에 걸쳐 있으며, 시우다드 데 바르셀로나 대로와 인판타 이사벨 대로 지하에 자리잡고 있다. 아토차 철도역과 바로 환승이 가능하다.
1호선 아토차 역과 메넨데스 펠라보 역 사이의 직결운행구간에 역이 조성되었으며, 아토차 세르카니아스 역의 운영개시와 맞물려 1988년 7월 24일에 우선 영업에 들어갔다. 2016년 7월 3일부터는 1호선의 도심구간에 해당되는 플라사 데 카스티야-시에라 데 과달루페 구간이 시설정비 공사로 운행을 일시 중단되면서 이곳도 영업을 중단하였다. 공사 작업 완료일은 2016년 11월 경이 될 것으로 예측되었으며, 11월 13일에 모든 작업이 끝나 마지막으로 남아있던 콰트로 카미노스-아토차 렌페 구간이 재개통하면서 이 역도 다시 문을 열었다.
차후 마드리드 지하철 11호선이 이 역까지 연장될 예정이다. 개통목표 시점은 2023년이다.
| 마드리드 지하철           | 마드리드 지하철       | 마드리드 지하철            |
| ------------------------- | --------------------- | -------------------------- |
| 아토차 피나르 데 차마르틴 | 마드리드 지하철 1호선 | 메넨데스 펠라요 발데카로스 |